# Mary Wayte

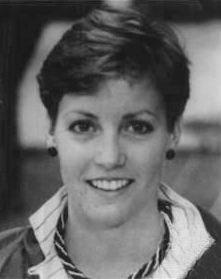
Mary Wayte (1984)

Mary Alice Wayte (* 25. März 1965 in Mercer Island) ist eine ehemalige Schwimmerin aus den Vereinigten Staaten.
Bei den Olympischen Spielen 1984 in Los Angeles wurde sie über 200 Meter Freistil und mit der 4-mal-100-Meter-Freistilstaffel Olympiasiegerin. Vier Jahre später konnte sie in Seoul nochmals die Silbermedaille mit der 4-mal-100-Meter-Lagenstaffel und die Bronzemedaille mit der 4-mal-100-Meter-Freistilstaffel gewinnen. Bei Schwimmweltmeisterschaften erhielt sie zwei Silbermedaillen.

## Karriere
Mary Wayte trainierte bei Randy Reese an der University of Florida und schwamm außerdem für das Holmes Lumber Team. Sie gewann zwei Titel der NCAA und vier Meisterschaften der Amateur Athletic Union.
Mary Wayte schwamm bereits seit 1981 in der Nationalmannschaft. Bei den Panamerikanischen Spielen 1983 in Caracas erkämpfte sie die Goldmedaille mit der 4-mal-100-Meter-Freistilstaffel und wurde hinter ihrer Landsfrau Cynthia Woodhead Zweite über 200 Meter Freistil. Bei den olympischen Schwimmwettbewerben 1984 in Los Angeles war Wayte im Vorlauf und im Endlauf die Schnellste über 200 Meter Freistil und gewann die Goldmedaille knapp vor Cynthia Woodhead. Einen Tag später qualifizierte sich die 4-mal-100-Meter-Freistilstaffel in der Besetzung Dara Torres, Jill Sterkel, Jenna Johnson und Mary Wayte für das Finale. Im Endlauf siegten Jenna Johnson, Carrie Steinseifer, Dara Torres und Nancy Hogshead vor den Niederländerinnen. Erstmals erhielten auch die nur im Vorlauf eingesetzten Schwimmerinnen eine Medaille.
Ein Jahr später bei den Pan Pacific Swimming Championships 1985 in Tokio gewann Wayte mit der 4-mal-200-Meter-Freistilstaffel. Über 200 Meter Freistil wurde sie Zweite hinter Carrie Steinseifer. 1986 bei den Weltmeisterschaften in Madrid belegte Wayte den fünften Platz über 200 Meter Freistil. Die 4-mal-200-Meter-Staffel mit Betsy Mitchell, Mary T. Meagher, Kimberley Brown und Mary Wayte lag im Ziel fast drei Sekunden hinter dem Quartett aus der DDR zurück. Eine weitere Silbermedaille gewann Wayte mit der 4-mal-100-Meter-Freistilstaffel, wobei sie hier nur im Vorlauf eingesetzt worden war. Im Finale schwammen Jenna Johnson, Dara Torres, Mary T. Meagher und Betsy Mitchell.
Bei den Olympischen Spielen 1988 in Seoul trat Wayte in vier Disziplinen an. Über 200 Meter Freistil war sie die Vorlaufdritte hinter Heike Friedrich aus der DDR und Silvia Poll aus Costa Rica. Im Finale gewann Friedrich vor Poll und Manuela Stellmach, der zweiten Schwimmerin aus der DDR. Wayte schlug 0,03 Sekunden nach Stellmach als Vierte an. Tags darauf erreichte die 4-mal-100-Meter-Freistilstaffel mit Laura Walker, Paige Zemina, Jill Sterkel und Mary Wayte das Finale. Im Endlauf siegte die Staffel aus der DDR vor den Niederländerinnen, dahinter erschwammen Mary Wayte, Mitzi Kremer, Laura Walker und Dara Torres die Bronzemedaille. Zwei Tage später erreichten Betsy Mitchell, Tracey McFarlane, Mary T. Meagher und Dara Torres mit der zweitschnellsten Zeit das Finale in der 4-mal-100-Meter-Lagenstaffel. Im Endlauf schwammen Beth Barr, Tracey McFarlane, Janel Jorgensen und Mary Wayte zweieinhalb Sekunden schneller als die US-Staffel im Vorlauf. Alle sieben eingesetzten Schwimmerinnen erhielten die Silbermedaille hinter der Staffel aus der DDR. Über 200 Meter Lagen wurde Mary Wayte im Vorlauf disqualifiziert.
Nach ihrer Laufbahn wurde Wayte Sportkommentatorin bei NBC und ESPN und berichtete unter anderem von den Schwimmwettkämpfen bei den Olympischen Spielen 1996 in Atlanta. Im Jahr 2000 wurde sie in die Ruhmeshalle des internationalen Schwimmsports aufgenommen.